# 金瓜石戰俘營

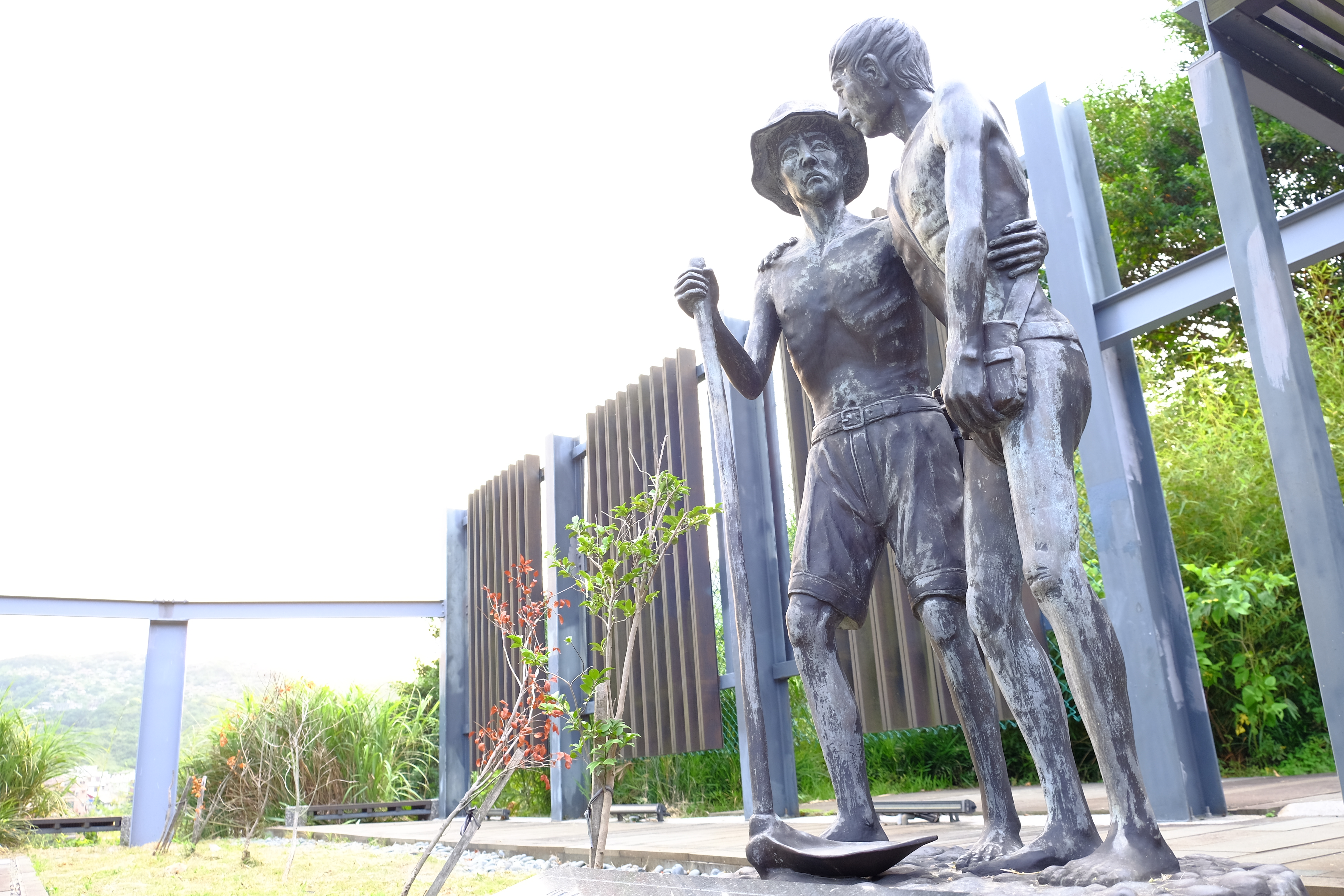
盟軍戰俘紀念公園

金瓜石戰俘營（日语：／ Kinkaseki Horyo Kanshijyo），又稱金瓜石美英戰俘勞役所（金瓜石米英捕虜労役所），為1942年至1945年間，日軍於台湾北部今新北市瑞芳區金瓜石設立的第一戰俘營（臺語稱「督鼻仔寮」，意為高鼻子的外國人住的營舍）。其中關押了一千餘名以大英國協成員國為主的同盟國軍戰俘，包括英國、澳洲、紐西蘭、加拿大、南非、美國及荷蘭。這批盟軍戰俘的勞役工作即為採掘銅礦，由於生存與工作條件甚差、管理嚴苛、醫藥不足且水土不服等因素，不少戰俘命喪於此。

## 設立來由

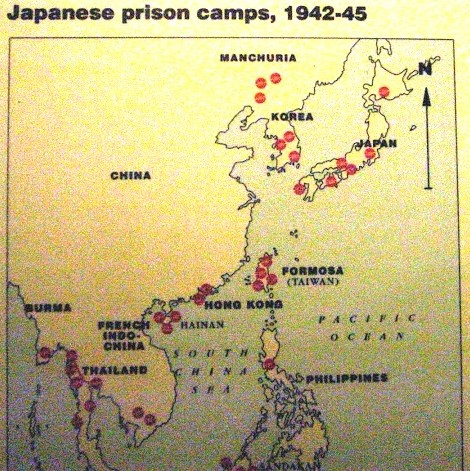
澳洲戰爭紀念館內的日本戰俘集中營地圖，臺灣有四處

1933年日本人曾經招募浙江溫州人來金瓜石採礦，建有十座工寮，本地人稱為溫州寮。1941年12月8日太平洋戰爭中日軍突擊馬來亞，英軍全線潰敗，被迫於1月31日退守新加坡。2月15日，駐新加坡英軍總司令白思華中將親自簽署投降書，正式將新加坡的主權交給日本（見新加坡戰役）。因此日軍俘獲大批大英國協戰俘。二次大戰開始，招募工人不易，於是日軍命太平洋戰爭的戰俘來開採銅礦，以供戰爭所須的子彈與炮彈，與泰緬鐵路中桂河大橋的故事有相似之處。因此溫州寮原地圍上圍牆成為戰俘營。

## 戰俘生活
大英國協戰俘1100人由戰俘船英格蘭丸由新加坡於1942年11月14日駛抵基隆，其中有523名戰俘被送到金瓜石。戰俘在被打後“自願”在本山六坑開礦。這些戰俘，在炎熱的熱帶氣候下，在山區中的銅礦場裏當苦工，在食物不足的情況下，一個四人小組每天要在黑暗危險的礦坑裡「生產」16至24車斗的銅礦石，（每一車斗須50畚箕才能填滿）不然會被虐打。1943年8月10日一批大英國協戰俘由台北戰俘營搭火車抵達金瓜石，加入開礦的行列。一直到由於日軍戰爭漸漸失利，沒有制空權，海運又遭美軍布雷切斷，銅礦堆積如山卻運不出去。1945年3月採礦停止了，戰俘被遷移到新店山上的茶園，搭建工寮，種植農作物。1945年當日軍投降時，最初一批523名戰俘只有89名戰俘生還，他們眼睛凹陷，瘦骨如柴
。

### 管理
脇山大尉是捕虜監視所的所長，下有中尉、少尉、准尉、士官、士兵等。其中二等兵係台籍人士擔任。礦內低級監督亦有台籍人士擔任。由於日本人仇視投降的敵軍，加上下級士官士兵等藉口維持紀律以逞一時虐待之快，戰俘被虐打迫害之事層出不窮。戰俘被迫鞠躬並常常挨耳光。在1943年春，由於美軍在瓜达尔卡纳尔岛战役的勝利，衛兵打人的事件忽然少了。但戰俘當時卻無從確知原因。

### 伙食
戰俘最切身的痛苦是沒有足夠的食物，只有米飯與表面漂浮幾片菜葉的菜湯。以加拿大籍的軍醫戰俘本恩·惠勒（Ben Wheeler）的身高179公分，本來重72公斤，在戰俘營中初期維持在54公斤左右。他也提到收到第一個紅十字會的包裹，內有兩小罐糖、一小罐乳酪、110克巧克力、人造奶油、醃肉及罐頭肉和225克蔬菜煮肉一罐，另有一罐煉乳、一罐番茄、一罐奶油米飯布丁和一小罐糖漿。這些珍貴的食物惠勒捨不得一次吃完。威爾斯籍中士愛德華（Jack Edwards）回憶道：「没有誰談女人，根本無此需要，性慾早就消失了，在我們心目中，最重要的是食物、食物，總離不開食物，以及掙扎圖存的希望。」1943年的聖誕節使戰俘稍微恢復生存意願，除了獲准唱聖誕頌歌並舉行音樂會，還獲配香蕉、番茄醬、真正有點碎肉的燉菜，小餅，肉包子和加糖的茶。1944年7月5日物資缺乏軍官每天減少為390克米飯，外帶幾片番薯葉；病患的「蔬菜」相同，米飯卻只有370克．1944年聖誕節像平常一樣吃米飯和煮菜，不過加了四個橘子和一塊炸豬肉。後來物資更加缺乏，每天的配給減為綠色清湯和300克米飯，只有做工的才添兩匙紅薯。戰俘們奄奄一息，毫無精力。1945年8月19日當時已移到白河戰俘營的惠勒的體重只剩45公斤。

### 醫療
一開始戰俘營中只有英國戰俘彼得·悉德（Peter Seed）上尉一位醫官與一位牙醫白吉特上尉（John Badgett）。1943年8月10日加拿大籍戰俘軍醫本恩·惠勒（Ben Wheeler）少校從台北第六戰俘營調來加入醫療團隊。惠勒以醫療作為他自己的戰爭，他說服日本人發給七十張白卡分配給病得可免除工作的人，以及五張Hu紅卡分配給病得須躺下的人。戰俘們輪流將紅、白卡讓最須要的人使用。在藥品缺乏的情況下，惠勒作了許多不尋常的治療。惠勒判斷在營地的四周發現的地衣之中一定含有碘和鐡，拿來貼遍有一個渾身潰爛的戰俘，他全身爛瘡居然都好了。許多戰俘的腿上出現叢林潰瘍，這種病可能迅速轉變成壞疽，惠勒用熾熱火鉗灼燒患處，治愈了幾十個人。他規定用喝米湯治療痢疾，更率領衛生兵鄧納利上等兵花許多小時將燒焦的柴枝研成碳粉，到了病人可以吃東西的時候，再用炭粉作健腸劑。營中約莫有半數人感染了蛔蟲，惠勒曾經在鄧納利的協助下從英國中士愛德華（Jack Edwards）的肛門內拉出一條大蛔蟲。

### 地下新聞社
愛德華收集日文舊報紙，有時由同情他們的雜役處得到。艾華士並自學日文翻譯舊報紙以提供戰俘們過時的二次大戰的戰況新聞，以此作為他自己的戰爭，藉以激勵自己與其他戰俘士氣。

### 通信
1944年1月戰俘開始收到家書。這對戰俘的生存意志是極大的鼓舞。

## 戰俘與台灣人的回憶

### 戰俘的回憶
戰俘軍醫本恩·惠勒（Ben Wheeler）少校的女兒安妮·惠勒（Anne Wheeler）根據他在在戰俘營中寫的日記於1981年拍成一部記錄片《一個戰爭的故事》（A War Story）由加拿大國家電影委員會發行。
愛德華（Jack Edwards）的英文回憶錄《Banzai, You Bastards!》於1991年5月28日於香港出版，其後於1994年由倫敦Souvenir Press Ltd再版。第一個將此書翻譯成日文的記者薙野慎二（Shinji Nagino）在全書只完成三分之一的進度時，在加拿大蒙特婁被暗殺。後由川島めぐみ接手翻譯

。

### 台灣人的回憶
一位當時是金瓜石當地小學生在60多年後回憶對金瓜石戰俘營有深刻的描述。東森新聞台節目《台灣啟示錄》曾經以“血染戰俘營－金瓜石傳奇”為題報導此一事跡。

## 戰俘營現況

### 紀念碑
臺灣戰俘營紀念協會（Taiwan P.O.W. Memorial Society）於1997年5月16日在旅台大英國協社團放映紀錄片《一個戰爭的故事》。5月18日，一群人在愛德華的帶領下前往金瓜石尋訪戰俘營舊址。之後戰俘營紀念協會積極催生在位於金瓜石盟軍戰俘營舊址的銅山里社區公園興建紀念碑，並於1997年11月23日舉辦莊嚴肅穆之追思儀式。曾於英國皇家海軍大學深造的中華民國海軍一級上將宋長志應邀致詞。愛德華亦以前戰俘的身份為為所有金瓜石戰俘營的戰俘致詞。他為當時尚在人世的戰俘與已逝世戰俘的家屬向大家表示感謝。時任英國駐台代表——英國貿易文化辦事處處長柯安龍（Alan Collins）亦致詞感謝戰俘們當年為大英國協所作的犧牲。由於11月14日是大英國協戰俘抵台住進金瓜石戰俘營的日子，每年臺灣戰俘營紀念協會固定於11月時於該址舉辦追思儀式。
紀念碑上的紀念文：
|  | 為追念 一千餘名大英國協及同盟英勇的軍人在南洋被日軍所虜，於公元一九四二至一九四五年間轉送來此地銅礦及台灣其它地區服勞役，受盡日軍殘酷折磨及凌辱，謹立碑哀悼戰俘永垂不屈之精神。 23, Nov, 1997 。 |

說明牌上的紀念文：
|  | 金瓜石第一戰俘營 1942年11月日軍將馬來西亞及新加坡所俘擄之英國國協及同盟國軍人五百餘名運送來台，監禁於此地異常惡劣的銅礦中做奴工，經歷病痛飢寒，並忍受日軍之凌辱及虐待，以致死者眾多。 1944年末期日軍藉口為便利戰俘至礦場工作，從戰俘營後方通到礦場挖掘了一隧道，實際上這是準備大屠殺的陰謀。根據日軍司令部訓令如美軍登陸攻打台灣時，「將全部戰俘集中在隧道內殺害，不准留任何痕跡」。該訓令之原文1946年被戰俘調查當局查獲兩份，其中一份至今留尚於華盛頓美軍檔案中。上述陰謀由一位同情戰俘台籍警衛秘密告知六名戰俘。 所幸美軍沒有攻打台灣，戰後戰俘被遣送至台北附近的集中營，直到日軍投降。此紀念碑的建立是為了追念監禁於此的戰俘與那些同情戰俘，見義勇為的台籍人士。 時至今日，戰俘營遺址僅存的門柱及部份圍牆位於涼亭的右後方。 永誌不忘 |

### 盟軍戰俘紀念公園

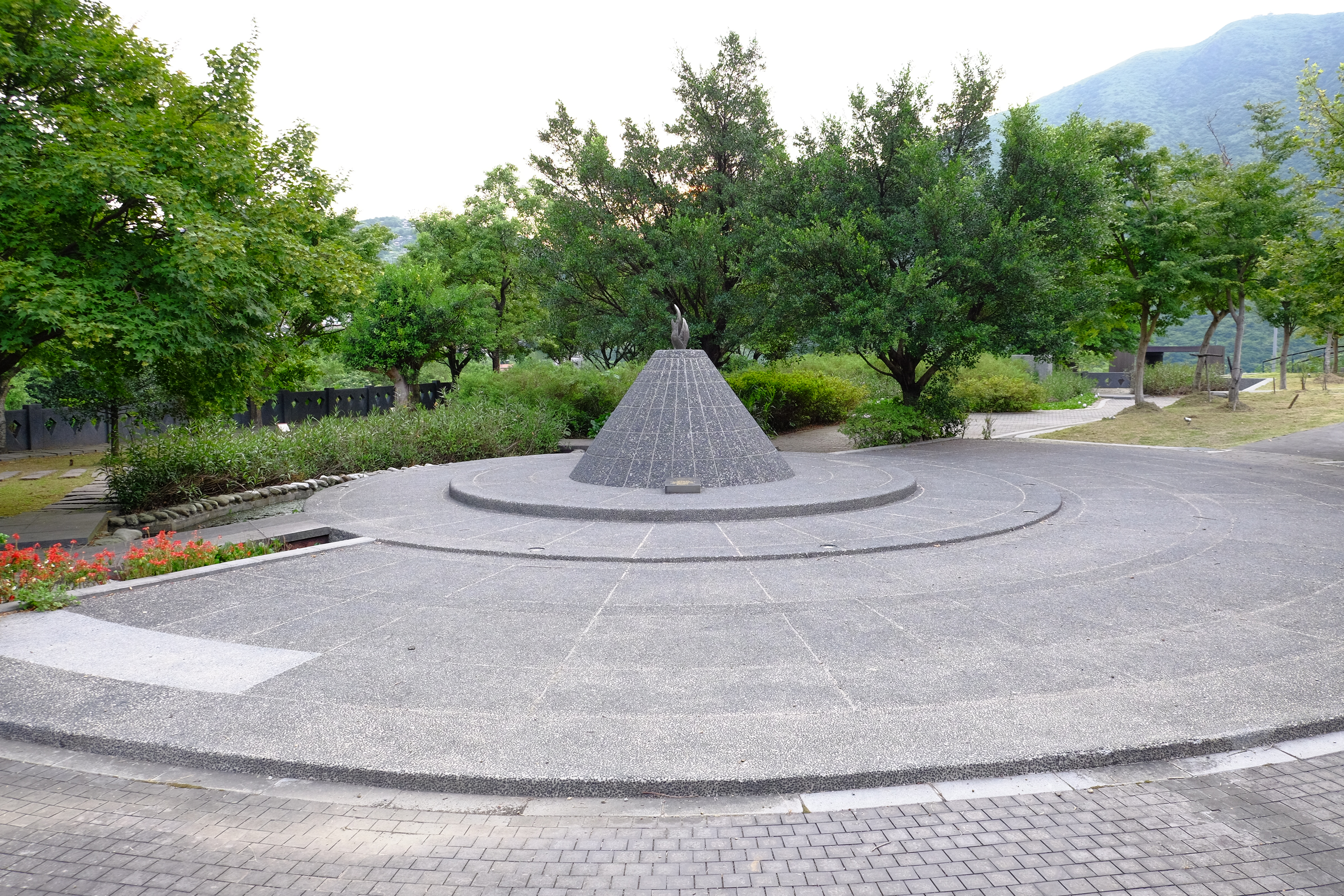
金瓜石戰俘營

當時的臺北縣（今新北市）政府文化局及瑞芳鎮（今瑞芳區）公所觀光課協調盟軍台灣戰俘協會就紀念碑現址改建盟軍戰俘紀念公園以增加觀光景點。2005年是二次大戰勝利六十週年，11月20日臺灣戰俘營紀念協會協同英國駐台貿易辦事處於舉行紀念儀式及戰俘公園的獻園典禮。英國、澳洲、紐西蘭、加拿大、荷蘭及美國駐台灣辦事處均派員參加；三名前英軍戰俘及其他戰俘家屬共一百餘人參加紀念儀式。中華民國行政院國軍退除役官兵輔導委員會李惠鈞副秘書長亦率部分居住基隆地區的參戰老兵參加紀念活動。

### 『和平與追思的永恆之火』銅雕
2006年11月19日臺灣戰俘營紀念協會於盟軍戰俘紀念公園舉行金瓜石戰俘營紀念儀式並舉行『和平與追思的永恆之火』銅雕揭幕儀式。共近六十人參加，其中包含二次大戰各盟國之駐華代表與家屬，及當年被囚禁在臺灣戰俘營的部分戰俘家屬，行政院國軍退除役官兵輔導委員會除由副秘書長戚錦章代表參加外，基隆市榮民服務處亦邀請曾參與抗戰的榮民參加。當時的台北縣政府文化局及金瓜石黃金博物館亦慷慨支持。

### 戰俘紀念樹
2007年11月18日臺灣戰俘營紀念協會於戰俘紀念公園中種植一棵楓樹來紀念戰俘。